# Krhová

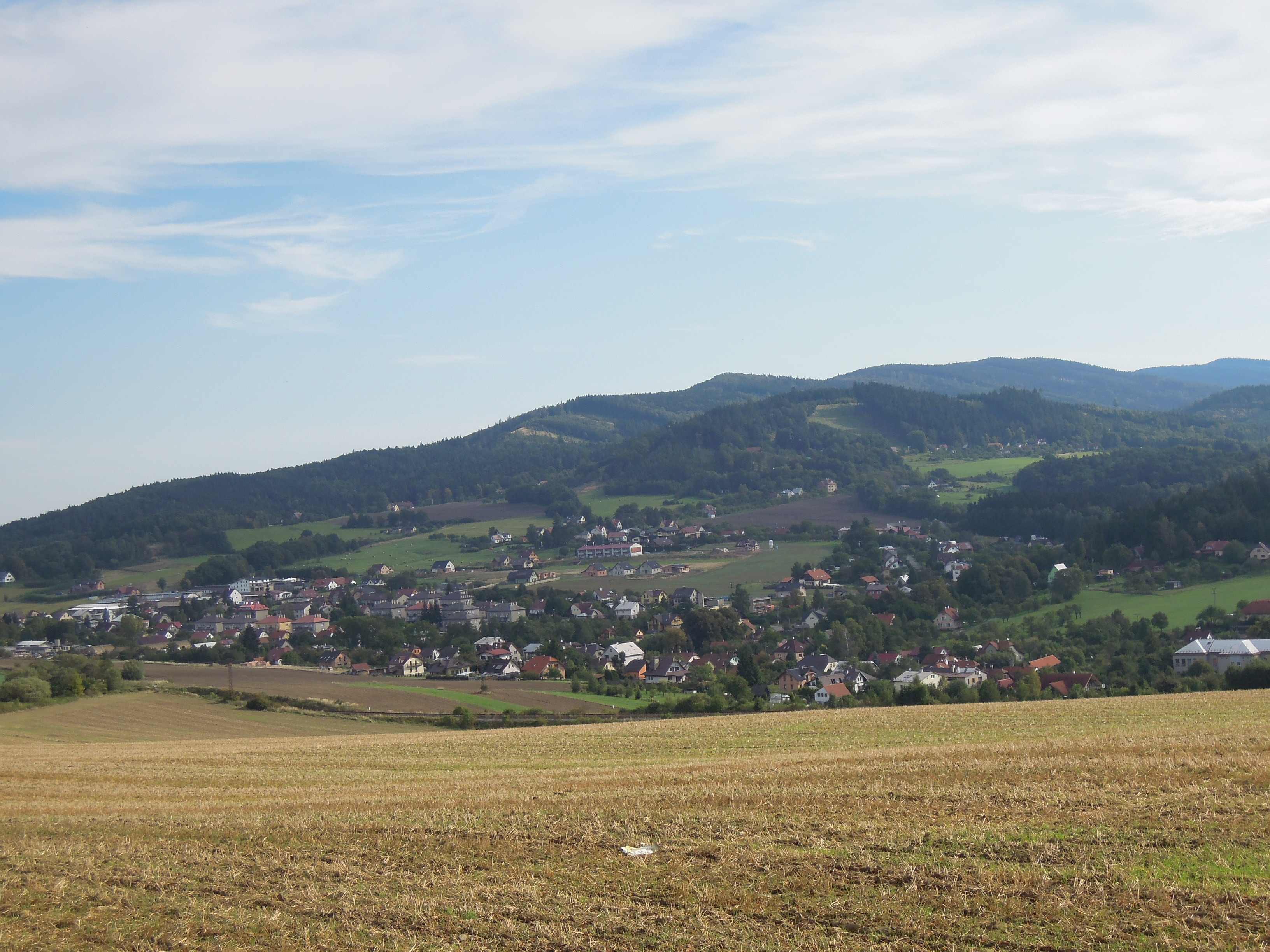
Krhová

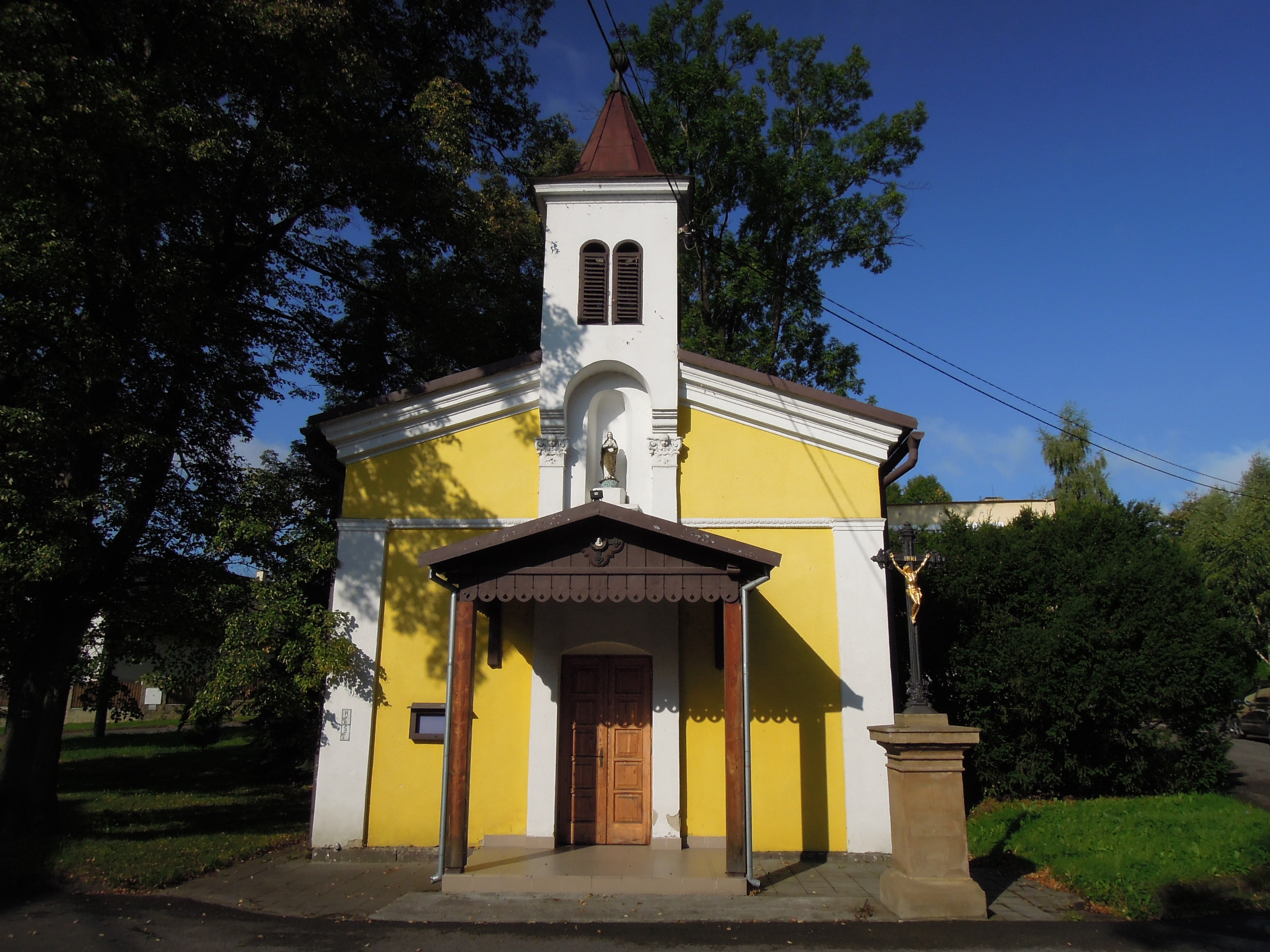
Kapelle

Krhová (deutsch Krhowa, 1939–1945 Kirhow) ist eine Gemeinde in Tschechien. Sie liegt zwei Kilometer nordöstlich von Valašské Meziříčí und gehört zum Okres Vsetín.

## Geographie
Krhová erstreckt sich in den südwestlichen Ausläufern der Veřovické vrchy im Tal des Baches Krhůvka bzw. Krhovský potok. Nördlich erhebt sich die Obilná (411 m), im Nordosten die Budička (508 m), Oprchlice (639 m) und Vlčí vrch (545 m), östlich der Černý kopeček (395 m), im Südosten der Na Hrádcích (344 m), südlich der Štěpánov (409 m), im Westen der Helštýn (383 m) sowie nordwestlich der Na Brdech (422 m).
Am westlichen Ortsrand führt die Bahnstrecke Kojetín–Český Těšín („Mährisch-Schlesische Städtebahn“) ohne Halt vorbei. Südlich des Dorfes verläuft im Tal der Rožnovská Bečva die Bahnstrecke Valašské Meziříčí–Rožnov pod Radhoštěm. Dort befindet sich bei der Ansiedlung Drážky die Bahnstation Krhová. Im Norden führt die Straße I/57 von Krásno nad Bečvou nach Nový Jičín, südlich die Europastraße /Staatsstraße I/35 von Krásno nad Bečvou nach Rožnov pod Radhoštěm.
Nachbarorte sind Obora, Hostašovice und Kulíšek im Norden, Jehličná und Pod Žernovým im Nordosten, U Ovčírny und Zašová im Osten, Hrádky und Hrachovec im Südosten, Drážky und Na Štěpánově im Süden, Krásno nad Bečvou im Südwesten, Potůčky, Na Hrně, Vrbí und Juřinka im Westen sowie Bynina im Nordwesten.

## Geschichte
Die erste schriftliche Erwähnung des Ortes erfolgte 1442 im Zusammenhang mit dem Vladiken Hudek von Krhowa. Zwischen 1446 und 1463 hatte Jan Měřička von Těškovice auf der Feste Krhowa seinen Sitz. 1502 wurde das ehemals selbständige Vladikengut Krhowa der Herrschaft Rožnov zugeschlagen. Krhowa bestand im Jahre 1516 aus zwölf Wirtschaften. Ab 1529 bildete Krhowa erneut ein selbständiges Vladikengut. Dieses wurde 1542 wiederum an Rožnov angeschlossen. Im Hufenregister von 1667 sind für Krhowa ein Vogt, acht Bauernwirtschaften, vier Gärtner und elf Kötter ausgewiesen. 1677 sind im Urbar der Herrschaft Meziříčí der Erbvogt, 14 Bauern und elf Kötter verzeichnet. Im Jahre 1718 wurde der Ort als Krchowa bezeichnet. 1746 begann nordöstlich des Dorfes an der Eisen-Schwefel-Quelle Jehličná der Badebetrieb. In den Jahren 1805 bis 1808 begann in Privathäusern der Schulunterricht. Die Bewohner des Dorfes lebten von der Landwirtschaft.
Nach der Aufhebung der Patrimonialherrschaften bildete Krhová/Krhowa ab 1850 eine Gemeinde in der Bezirkshauptmannschaft Meziříčí. 1853 wurde ein eingeschossiges Schulhaus eingeweiht. Nach der Gründung der Glasfabrik in Krásno verdiente sich dort ein Großteil der Bewohner ab 1855 seinen Lebensunterhalt. 1861 wurde in Jehličná das Wittigsbad eingeweiht, in dem Kurbad wurden Heiltherapien mit Tannennadeln angeboten. Wenig später eröffnete in Jehličná ein Gasthaus, das sich zu einem beliebten Ausflugslokal entwickelte. Ab 1872 wurde der Ort als Krhov/Krhow bezeichnet. Nach der Vergrößerung der Schule um ein Stockwerk wurde 1878 der zweiklassige Unterricht aufgenommen. Seit 1885 lautet der Gemeindename wieder Krhová/Krhowa. Zum Ende des 19. Jahrhunderts arbeiteten zwei Drittel der Einwohner bei der Glasfabrik der Firma Reich. Weitere fanden in der Ziegelei von Hrachovec und der Tabakfabrik in Nový Jičín Arbeit. Die Freiwillige Feuerwehr gründete sich 1911. Im Jahre 1913 wurde ein neues Schulgebäude errichtet, das bis heute als Grundschule genutzt wird. 1938 entstand in Krhová eine kleine Wirkwarenfabrik, die zehn Jahre später im Zuge der kommunistischen Umgestaltung der Industrie stillgelegt wurde. Außerdem bestand im Dorf eine Filiale der Holzspielwaren-Genossenschaft Lipta. Zusammen mit der Gemeinde Bynina verhandelte Krhová in den Jahren 1944 und 1945 vergeblich um die Einrichtung einer gemeinsamen Bahnstation an der Strecke von Kojetín nach Mährisch Ostrau. 1953 erfolgte die Eingemeindung von Krhová nach Valašské Meziříčí. Nach der Aufhebung des Okres Valašské Meziříčí wurde der Ort 1960 dem Okres Vsetín zugeordnet. Im Jahre 1991 lebten in Krhová 1704 Menschen. Beim Zensus von 2001 wurden 1787 Einwohner und 507 Wohnhäuser gezählt. Gepfarrt ist das Dorf seit eh und je nach Valašské Meziříčí.
Am 21. April 2012 entschieden sich die Einwohner des Ortes für eine Abtrennung von Valašské Meziříčí, sodass Krhová ab dem 1. Januar 2013 wieder eigenständige Gemeinde wird.

## Gemeindegliederung
Zu Krhová gehören die Ansiedlungen Drážky, Kulíšek und Jehličná.

## Sehenswürdigkeiten
- Kapelle, erbaut 1897
- Denkmal der Befreiung auf dem Helštýn
- Denkmal für T. G. Masaryk mit den Namen der Gefallenen beider Weltkriege
- Gedenktafel für die sowjetische Nachrichtengruppe „Karel 20“ am Wirtshaus
- Eisen-Schwefel-Quelle in Jehličná

## Söhne und Töchter des Ortes
- Rudolf Pernický (1915–2005), tschechoslowakischer Fremdenlegionär, Widerstandskämpfer gegen die deutsche Besatzungsmacht und die Kommunisten